# Korati, Kunigal
Korati là một làng thuộc tehsil Kunigal, huyện Tumkur, bang Karnataka, Ấn Độ.